# Xenillus stepensis
Xenillus stepensis är en kvalsterart som beskrevs av Djaparidze 1974. Xenillus stepensis ingår i släktet Xenillus och familjen Xenillidae. Inga underarter finns listade i Catalogue of Life.